# Zaurbek Bajsangurow
Zaurbek Bajsangurow (ros. Заурбе́к Байсангу́ров; ur. 2 marca 1985 w Aczchoj-Martan) – rosyjski bokser czeczeńskiego pochodzenia, były mistrz świata WBO w kategorii lekkośredniej.

## Kariera amatorska
Sukcesy zaczął odnosić już w okresie juniorskim. Dwukrotnie w 2001 i 2002 był brązowym medalistą mistrzostw świata juniorów.

## Kariera zawodowa
Karierę zawodową rozpoczął 26 czerwca 2004. Do grudnia 2010 stoczył 25 walk, z których wygrał 24 i jedną przegrał (z przyszłym mistrzem świata organizacji IBF Amerykaninem Corneliusem Bundrage). W tym czasie zdobył w wadze średniej i junior średniej tytuły IBF Youth, WBC International, mistrza Europy (EBU), WBA Inter-Continental oraz pokonując Kolumbijczyka Richarda Gutierreza przez techniczny nokaut w dwunastej rundzie wakujący tytuł mistrza organizacji IBO.
30 lipca 2011 w Odessie stanął do walki z Brazylijczykiem Mike Mirandą o tytuł mistrza tymczasowego w wadze lekkośredniej organizacji WBO. Wygrał przez nokaut w pierwszej rundzie. W październiku tytułu został pozbawiony dotychczasowy mistrz WBO Ukrainiec Serhij Dzyndzyruk a Bajsangurow został awansowany na mistrza pełnoprawnego.
W pierwszej obronie tytułu, 12 maja 2012, zmierzył się z Francuzem Michelem Soro, wygrywając jednogłośnie na punkty. W kolejnej, 6 października, spotkał się z Czechem Lukašem Konečnym. Przed walką doszło do skandalu gdy rękawice przedstawione przez Konečnego do akceptacji jako 10-uncjowe okazały się 8-uncjowymi. Walkę Bajsangurow wygrał wyraźnie, jednogłośnie na punkty.